# Chambre de commerce et d'industrie du pays de Fougères

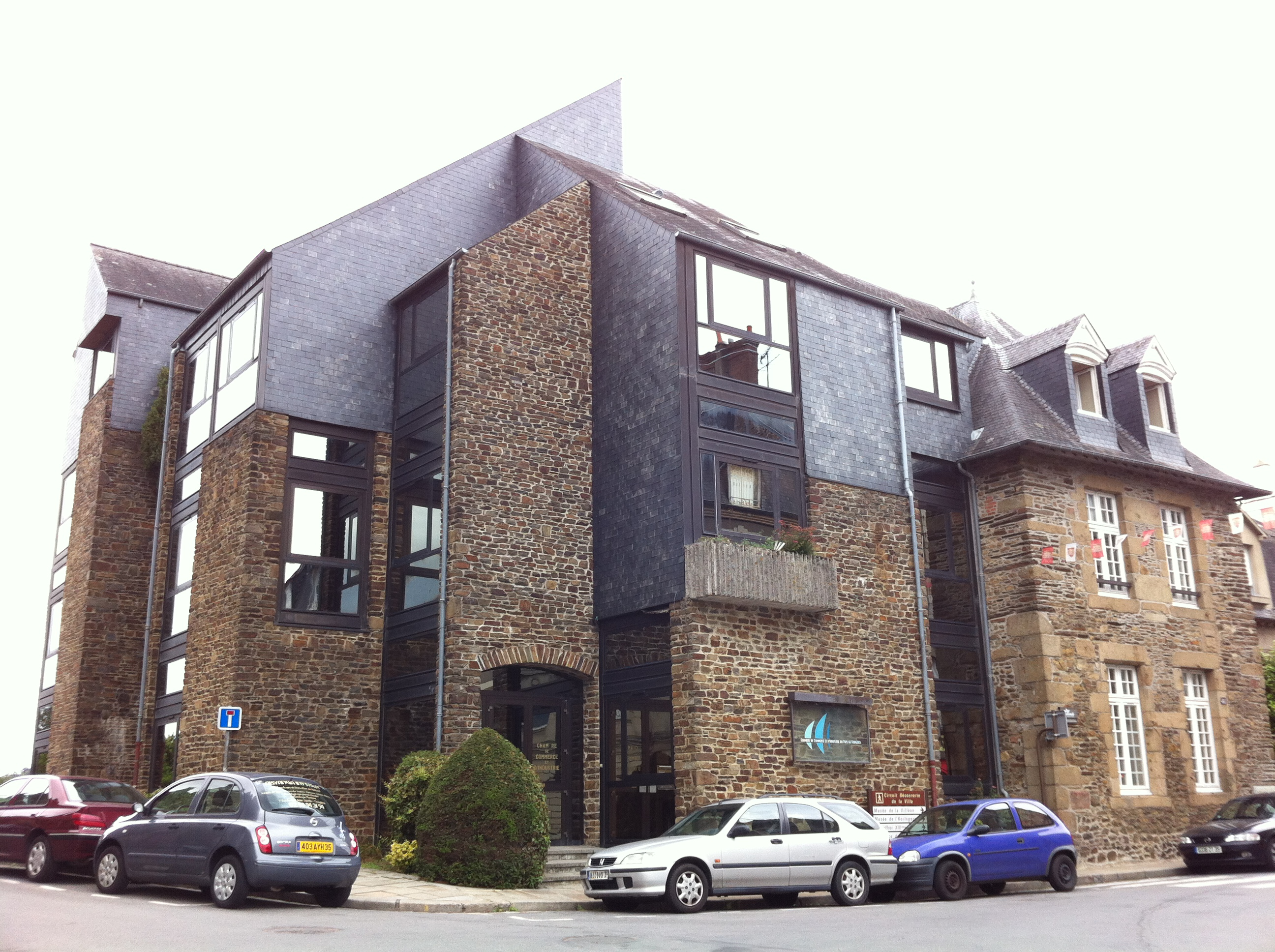
CCI à Fougères.

La chambre de commerce et d'industrie du pays de Fougères est une des trois anciennes CCI du département d’Ille-et-Vilaine. Le 11 janvier 2011, la chambre de commerce et d'industrie de Saint-Malo-Fougères a été installée, à la suite de la fusion avec la chambre de commerce et d'industrie du pays de Saint-Malo. Son siège était situé à Fougères au 50, rue Nationale.
Elle fait partie de la chambre de commerce et d'industrie de région Bretagne.

## Missions
À ce titre, elle est un organisme chargé de représenter les intérêts des entreprises commerciales, industrielles et de service de l’arrondissement de Fougères et de leur apporter certains services. C'est un établissement public qui gère en outre des équipements au profit de ces entreprises.
Comme toutes les CCI, elle est placée sous la double tutelle du Ministère de l'Industrie et du Ministère des PME, du Commerce et de l'Artisanat.

### Service aux entreprises
- Centre de formalités des entreprises
- Assistance technique au commerce
- Assistance technique à l'industrie
- Assistance technique aux entreprises de service
- Point A (apprentissage)

### Centres de formation
- École Fizeau (optique-lunetterie) ;
- École Joseph E. Bertin (audioprothèse) ;
- Institut de Formation ;
- École CE Guillaume (Haute Horlogerie).

## Historique
- 11 avril 1870 : Création de la chambre de commerce de Fougères.
- 24 juillet 2009 : Décret de fusion avec la chambre de commerce et d'industrie du pays de Saint-Malo pour former en 2010 la chambre de commerce et d'industrie de Saint-Malo-Fougères.
- 11 janvier 2011 : Installation de la chambre de commerce et d'industrie de Saint-Malo-Fougères.

## Pour approfondir